# Il padrone di casa (film 1991)
Il padrone di casa (The Super) è un film del 1991 diretto da Rod Daniel.

## Trama
Big Lou è un proprietario immobiliare senza cuore e senza scrupoli. Per mettere alla prova il figlio Louie, gli regala un palazzo in pessime condizioni; come il padre, anche Louie si disinteressa dei problemi degli inquilini, badando solo alla riscossione degli affitti.
In seguito all'intervento di Naomi Bensinger, affascinante avvocatessa degli affittuari, che Louie tenta inutilmente di sedurre, Louie è condannato da un tribunale a vivere in uno dei suoi appartamenti fatiscenti, finché non avrà effettuato le riparazioni necessarie. Louie non può lasciare l'appartamento se non per fare esercizio fisico quotidiano, per la spesa, o per conferire con operai al fine di effettuare i lavori; non è inoltre autorizzato ad apportare modifiche per l'appartamento che gli è stato assegnato a meno che tutti gli altri appartamenti abbiano avuto lo stesso miglioramento prima del suo.
L'inizio non è dei migliori: Louie, fermamente convinto a non effettuare nessuna riparazione, subisce lo smontaggio completo della sua auto di lusso, viene truffato al gioco delle tre carte e in una partita truccata a pallacanestro; ha inoltre acqua e riscaldamento che non funzionano e di notte l'appartamento è territorio di scorribande per i  topi che infestano l'edificio.
Col tempo però Louie entra in sintonia con i residenti e con i loro problemi, in particolare con Marlon e col piccolo Tito, arrivando a regalare stufe agli inquilini per l'inverno, a derattizzare lo stabile e ad iniziare alcune opere di manutenzione. Il padre, preoccupato per i cambiamenti del figlio, minaccia di diseredarlo e tenta di far bruciare il palazzo, ma Louie riesce a sventare l'incendio.
Ormai cambiato, Louie ristruttura lo stabile, guadagnandosi l'affetto degli inquilini e la possibilità di tornare libero: dopo aver nominato Marlon nuovo amministratore, lascia il quartiere, ricevendo incredibilmente anche la stima del padre.

## Accoglienza
Con un budget di 22 milioni di dollari il film è stato un fallimento al botteghino,incassando solo $ 11.000.863 a livello nazionale alla sua uscita. È stato ampiamente stroncato dalla critica anche nella sua uscita nelle sale. Su Rotten Tomatoes ha un indice di gradimento dello 0% sulla base di nove recensioni.